# Magyarországi ruszinok
A magyarországi ruszinok vagy magyarországi rutének a Magyar Királyság 13 nemzetiségének egyik keleti szláv nemzetisége volt. A mai Magyarországon ruszinok főleg Borsod-Abaúj-Zemplén vármegyében élnek, leginkább Komlóskán és Múcsonyban, de megtalálhatjuk őket Budapesten, Szabolcs-Szatmár-Bereg vármegyében is. A 2011-es népszámláláskor 3323 ruszin élt Magyarországon.

## Történetük
A ruszinok az évszázadok folyamán mindig is a rusz népnévvel jelölték magukat, de saját nemzeti tudatuk csak a 19. század második felében alakult ki. Alekszander Dukhnovics eperjesi ruszin görögkatolikus lelkész megírta a ruszin himnuszt, és arra buzdította a Kárpátok vidékén élő görögkatolikus ruszinokat, hogy legyenek önálló nép. Ez a ruszin nemzeti ébredés a történelmi Magyarországon történt, a felvidéki szláv lakosság szlovák nemzetté formálódásával és a Habsburg uralom alatt álló Galícia keleti-szláv lakosságának ukrán néppé válásával egyidőben. Ekkor a magyarországi ruszinoknál még nem terjedt el az ukranizmus. Tehát a mai ruszinok, a mai oroszok és a mai ukránok nemzeti öntudata nem azonos, mert a hajdani keleti szláv Ruszból más-más területen és úton alakultak ki. A ruszin népnek soha nem volt vezetői rétege, hanem többségük alacsony osztályba tartozó jobbágy, zsellér és pásztor volt. Emiatt nehéz volt azonnal összefogni az egész kárpáti ruszin népet. A 19-20. század közötti orosz és ukrán nacionalisták ezért a ruszinokra is igyekeztek kiterjeszteni a befolyásukat. Teljes mértékben azonban máig sem sikerült beolvasztani őket. A görögkatolikus vallás hagyományait és sajátos népi kultúrájukat sokan erősen őrizték, és így mindmáig sikeresen megmaradt a ruszin nemzeti öntudat is.

Ruszin néprajzi csoportok

A ruszinok eredetüket tekintve mind a Kárpátokhoz kötődtek: a történelmi Magyar Királyságban élő csoportjaik a mai Kárpátalja és Kelet-Szlovákia területén éltek. Egyes csoportjaik onnan vándoroltak el a 18. században a mai Magyarország északkeleti vidékeire. A ruszin aratók évszázadokon át az Alföldön vállaltak aratási munkákat, vagy éppen szüreteltek Tokaj-Hegyalján.
Magyarországon a szocialista Kádár-korszakban a ruszinokat a magyarországi szlovákságba sorolták, emiatt nem volt saját szervezetük, iskolájuk és így nem alakulhatott ki sem a ruszin értelmiség réteg, sem a ruszin kultúra. Szerencsére a komlóskai születésű ruszin költő, Hattinger-Klebaskó Gábor – aki szlovákosítás ellenére ruszinnak vallotta magát – saját erőfeszítésével buzdította a ruszinságot. Sok ruszin irodalmat írt, majd társa, Csépányiné Kiss Judit is követte őt. Majd rendszerváltás után, 1991-ben a magyar kormányzat is elismerte a hazai ruszin kisebbséget. Megalakultak a ruszin kisebbségi önkormányzatok, szervezetek. Azóta biztosított a ruszin nyelvű irodalom, kultúra művelése, Komlóskán létrejött a Komlóskai Ruszin Nemzetiségi Általános Művelődési Központ, egy nemzetiségi óvoda és iskola is.
A ruszinság az asszimiláció ellenére megőrizte az identitását. Rendszeresen járnak misére és a görögkatolikus egyház ruszin nyelvű miséket celebrál.
Jelenleg Magyarország mellett több más országban is – ahol ruszinok élnek – elismerték a ruszin kisebbséget, az egy Ukrajna kivételével. Az ukránok a kárpátaljai ruszinokat, annak néptörzseit (bojkó, dolisnyán, hucul és lemkó) az ukrán nép néprajzi csoportjához sorolják. Nem létezik nemzetközi jogilag rögzített meghatározás a kisebbségekre vonatkozóan, így a kisebbségek elismerése még mindig elsősorban egyes államok belügyének számít. Kárpátalján a ruszinok nemegyszer követelték nemzetiségük hivatalos elismerését az ukrán államtól, de nem jártak sikerrel.

## Oktatás
Komlóskán volt található az ország egyetlen ruszin nemzetiségi általános iskolája. Az ország legkisebb iskolájaként nyilvántartott intézmény a biztosított támogatások ellenére 2020. augusztus 31-ével megszűnt.A nemzetiségi nevelést a Komlóskai Ruszin Nemzetiségi Óvoda és Konyha működtetésével sikerült továbbra is ellátni, a ruszin nemzetiségi nyelv oktatását pedig a Miskolci Egyházmegye által fenntartott múcsonyi Szent Péter Görögkatolikus Általános Iskola valósítja meg.

## Média
- Újság: Ruszin Világ
- Újság: Országos Ruszin Hírlap
- Televízió: A Magyar Televízió havonta a Rondó[halott link] c. magazinjában enged ruszin nyelvű műsort.

## Kapcsolódó szócikkek

A világ ruszinjainak zászlaja